# Florentino Felippone
Florentino Felippone (Paysandú, 20 de junio de 1852-24 de julio de 1939) fue un profesor, botánico, médico, y biólogo uruguayo.

## Biografía
Hijo de Lázaro Felippone y Cruz Bentos. A razón del sitio a Paysandú, como tantas otras familias, se exiliaron en Concepción del Uruguay. Y el general Justo José de Urquiza dispuso que la viuda y sus hijos se albergasen en el Palacio San José mientras persistía la emergente situación política.
Ingresó en el Colegio Nacional Argentino, primer instituto argentino de su índole. Continuó sus estudios en el “Seminario Anglo- Argentino” o “Colegio del Caballito”, de Buenos Aires.
En 1872 regresa a su patria, al crearse la Universidad Mayor de la República. Tenía entonces veinte años e inicia sus estudios de medicina, para recibirse de médico en 1882.
Casado en 1937 con Bibiana Medina, oriunda de Montevideo, tuvieron ocho hijos.
Fue el primer Director de la Facultad de Medicina; médico de Sanidad Marítima; médico forense cargo que desempeñó por 30 años; profesor de Química de la Universidad y del Ateneo de Montevideo, y subdirector del Museo de Historia Natural de Montevideo.
En 1885 fue a completar sus estudios a París, especialmente en química.

## Eponimia
- se denominan con su nombre, calles de Montevideo, de Paysandú

Géneros
caracol (Ampullariidae) Felipponea Dall 1919
briofita (Leucodontaceae) Felipponea
Especies
- (Alliaceae) Beauverdia felipponei (Beauverd) Herter[1]
- (Solanaceae) Calibrachoa felipponei (Sandwith) Stehmann[2]
- (Briofita) Bryum felipponei Thér. Rev. Bryol., n.s., 2: 219, f. 12, 1930.

## Obras
- 1883. Una cuestión de higiene pública: Tesis. Editor Impr. La Nación, 60 pp.
- 1909. Contribution à la flore bryologique de l’Uruguay. 1er fascicule. Jean-A. Alsina. 20 p., 14 pls
- 1912. Contribution a la flore bryologique de l'Uruguay: 2me fascicule. Montevideo, Ateliers Typographiques “Gimenez”
- 1917. Contribution à la flore Bryologique de l’Uruguay. 3e fascicule. Montevideo, Mosca Hnos
- 1922. Plantas nuevas en la flora del Uruguay. Fauna y flora de la República del Uruguay. Editor Impr. Artist. de Dornaleche Hnos. 8 pp.
- 1928. Contribución a la flora briológica del Uruguay. Revista Chilena de Historia Natural 32: 83-88.
- 1929. Contributionà la flore briologique de l’Uruguay. Revue Bryologique Nouevelle Série 2(3-4): 210-225.